# 石棚山稜
石棚山稜（いしだなさんりょう）は、丹沢山地西部にある全長約4.5km、高低差約1,100mの尾根である。名称は、尾根の一峰である石棚山に由来する。

## 概要
西丹沢の盟主と呼ばれる檜洞丸（1,601m）より、南西側の石棚山方面へ伸びる尾根である。尾根は石棚山より進路を西側に変え、中川の箒杉で知られる山北町中川箒沢地区へ下る。
地形的には、尾根は石棚山よりさらに南西方向へ伸び、大杉山、戸沢ノ頭を経て丹沢湖畔に下っているが、大杉山周辺には一般登山道は開かれていない。このため、石棚山稜と言った場合には、一般登山道が開かれた箒沢～石棚山～檜洞丸の尾根を指すことが多い。

## 植生
尾根はブナ、ミズナラ、ホウノキ、ハウチワカエデなどの広葉樹林に覆われている。石棚山とテシロノ頭の間にはカツラの巨木があり、石棚山稜のシンボルツリーとなっている。尾根上部にはトウゴクミツバツツジやシロヤシオツツジが自生しており、5月末～6月上旬のツツジ開花シーズンには多くの登山者が訪れる。檜洞丸山頂付近では林床がオオバイケイソウやマルバダケブキなどに覆われており、植生保護用の木道が所々整備されている。
このように自然豊かな山稜であるが、近年、石棚山稜ではブナハバチやブナアオシャチホコによるブナの食害が大きな問題となっている。連年食害を受けたブナ個体が衰弱、枯死している例が多数報告されており、丹沢山地全体で問題となっている森林衰退の要因の一つとなっている。詳しくは檜洞丸#ブナ林の衰退問題を参照。

## 石棚山稜の山
| 山容 | 名称         | 標高（m） | 檜洞丸からの 方角と距離（km） | 備考                                 |
| ---- | ------------ | --------- | ----------------------------- | ------------------------------------ |
|      | 檜洞丸       | 1,601     | 0                             | ひのきぼらまる                       |
|      | テシロノ頭   | 1,491     | 南西 1.1                      | 付近より同角山稜が南東方向へ派生する |
|      | 石棚山       | 1,351     | 南西 2.3                      |                                      |
|      | ヤブ沢ノ頭   | 1,290     | 南西 2.5                      |                                      |
|      | 板小屋沢ノ頭 | 1,130     | 西南西 2.8                    |                                      |
|      | 大杉山       | 861       | 南西 5.7                      | 一般登山道はない                     |
|      | 戸沢ノ頭     | 880       | 南西 6.8                      | 一般登山道はない                     |

## 登山道
石棚山稜は檜洞丸の主要登山道のひとつとして知られており、西丹沢の登山基地である西丹沢ビジターセンター（旧西丹沢自然教室）の南側に位置する箒沢公園橋（ほうきざわこうえんばし）より登山道が開かれている。箒沢公園橋の登山口から石棚山までは非常に急な登りで、板小屋沢ノ頭やヤブ沢ノ頭などの小ピークが続くため、体力を要する登山路となっている。石棚山より先は所々急な箇所はあるが、全体的に緩やかな道となり、同角山稜の登山道、そしてツツジ新道と合流したのち、檜洞丸の山頂へ至る。このように登りが急な登山道であるため、下り用の道として利用されることが多い。
尾根の途中にある石棚山へは、丹沢湖畔の玄倉バス停を起点とし、玄倉林道、仲ノ沢林道、西丹沢県民の森を経由して登るルートもあるが、踏み跡が一部不明瞭となっており、2010年以降の昭文社の地図では難路扱いとなっている。
その他、登山口へのアクセスなどについては檜洞丸#登山を参照。